# جو (جغرافيا)
جو اسم يطلقه أهل البادية على ما اتسع من الوديان أو الوادي شديد الانخفاض في أطرافه، وجمعه جواء، ويحب البدو سكن الجواء.

## معني كلمة جو
- جو في اللغة هي المنطقة المحصورة بين الأرض والسماء وتطلق كذلك على الأرض المخفضة كثيرة العشب والخضرة.
- جاء في قاموس «مختار الصحاح» الجو وتعني ما اتسع من الأودية وهي كذلك فهي ملتقى ثلاثة أودية كبيرة وهم «الوادي الغزير من الشمال ووادي عين الشيوخ من الجنوب ووادي بركة بن نيّم من الوسط»، وجو اسم عربي خالص يستخدمة رجال البادية كثيرالما يحبوه في الجواء أو الجويات من مرعى خصب لإبلهم وسقاء وموراد للماء، وهناك في المملكة العربية السعودية أكثر من ثلاثمائة موقع لنفس الاسم منهم عيون الجواء وجو خباري وضحى وجو سمين وجو غانم وجو ساقان وجويات الهمل وغيرها، ووسبعة في في قطر، وخمسة في البحرين منهم جو العمرو وجو الصخير بالإضافة إلى جو البورميح، وفي الإمارات جو اسم لواحة البريمي ومدينة العين مجتمعتين والتي فيها عاش شيوخ أبوظبي ومنهم الشيخ زايد بن سلطان آل نهيان.

## شعر ورد فيه كلمة جو
يقول عنتر بن شداد:
ويقول الشيخ راكان بن حثلين العجمي في قصيدته البدو يا خالد:

## مسميات جو
1. جو هدية
2. جو لبن (العراق)
3. عيون الجواء. المملكة العربية السعودية.
4. أرض الجو. واحة البريمي ومدينة العين مجتمعتين.
5. جو سند - قطر.
6. جو - مملكة البحرين: اشتهرت جو بآل بورميح واشتهر آل بو رميح بها.

فجو تقع في بداية الجزء الجنوبي على الساحل الشرقي لجزيرة البحرين انتقل آل بو رميح إليها كما ذكرنا في عام 1796 م. وهي تبعد عن مدينة الرفاع 9 أميال في اتجاه الجنوب الشرقي، وتبعد أربعة أميال عن أعلى نقطة في جبل الدخان الذي يتوسط جزيرة البحرين في اتجاه الشرق.